# Christina Scherrer
Christina Scherrer (* 24. Mai 1987 in Pfarrkirchen im Mühlkreis) ist eine österreichische Schauspielerin und Sängerin.

## Leben
Christina Scherrer erhielt Violin-, Tanz- und klassischen Gesangsunterricht, von 2003 bis 2005 machte sie eine Musical- und Theater-Ausbildung an der Landesmusikschule Puchenau. Nach der Matura am Bundesrealgymnasium in Rohrbach studierte sie von 2005 bis 2009 Schauspiel an der Universität für Musik und darstellende Kunst Graz. Während des Studiums arbeitete sie 2008 erstmals mit Regisseurin Sabine Mitterecker im Stück Zugvögel zusammen, unter deren Regie sie 2016 erneut in Schatten (Eurydike sagt) von Elfriede Jelinek zu sehen war.
Titelrollen hatte Scherrer beispielsweise 2008 im Musical Schneewittchen von Robert Persché am Orpheum Graz, 2011 in Die kleine Hexe an den Vereinigten Bühnen Bozen und 2014 am Dschungel Wien in der Uraufführung des Stücks Malala von Florian Staffelmayr. Weitere Engagements hatte sie unter anderem am Schauspielhaus Wien, am Schauspielhaus Graz, am Theater in der Drachengasse, am Werk X, mit progetto semiserio in Zusammenarbeit mit den Wiener Festwochen und am Theater Nestroyhof Hamakom. In Der eingebildete Kranke (neu verschrieben) am Wiener Lustspielhaus mit Adi Hirschal in der Titelrolle verkörperte sie im Sommer 2018 dessen Tochter Angi.
Außerdem schreibt und produziert sie musikalische Solo- und Duoprogramme. Für ihr zweites Soloprogramm BarbieDoll erhielt sie 2010 das Start-Stipendium des Bundesministeriums für Unterricht, Kunst und Kultur (BMUKK). Seit 2015 arbeitet sie mit dem Musiker Andrej Prozorov zusammen, mit dem sie die Band Scherrer & Prozorov gründete. Scherrer zeichnet für Texte und den Gesang verantwortlich, Prozorov für Arrangements und Kompositionen. Im Herbst 2016 belegten sie beim Troubadour Chanson & Liedwettbewerb in Stuttgart den zweiten Platz.
Nach dem Ausstieg von Thomas Stipsits übernahm sie ab der Tatort-Folge Die Amme (2021) erneut die Rolle der Ermittlerin Meret Schande, die sie zuvor in der Episode Schock (2017) verkörpert hatte. Gemeinsam mit dem ensemble minui tritt sie mit dem Programm Tatort Oper – ein kriminalistischer Opernabend auf, mit dem sie im September 2023 im Radiokulturhaus Premiere feierte.

## Programme
- 2009: Matti, du kannst mich haben! Ein Abend für Matthias Hartmann und andere (Solo)[8][15]
- 2011: BarbieDoll (Solo)
- 2012: Playing Sarah & Paul mit Gerhard Walter
- 2014: To Machos with Love gemeinsam mit Jakob Beubler

## Filmografie (Auswahl)
- 2012–2013: Tom Turbo (Fernsehserie, vier Episoden)
- 2015: Alles wird gut
- seit 2017: Tatort (Fernsehreihe)
  - 2017: Schock
  - 2021: Die Amme
  - 2021: Verschwörung
  - 2022: Alles was Recht ist
  - 2023: Was ist das für eine Welt
  - 2023: Bauernsterben
  - 2024: Dein Verlust
  - 2024: Deine Mutter
  - 2025: Messer
  - 2025: Wir sind nicht zu fassen!
- 2022: Der Bergdoktor – Extreme (Fernsehserie)
- 2022: Blind ermittelt – Tod im Prater (Fernsehreihe)
- 2023: Wald